# Campionati mondiali juniores di pattinaggio di figura 2017
I Campionati mondiali juniores di pattinaggio di figura 2017 si sono svolti a Taipei, a Taiwan, dal 15 al 19 marzo. È stata la 42ª edizione del torneo, organizzato dalla International Skating Union.

## Podi
| Evento              | Oro                                        | Argento                                 | Bronzo                                   |
| Singolare maschile  | Vincent Zhou                               | Dmitrij Aliev                           | Aleksandr Samarin                        |
| Singolare femminile | Alina Zagitova                             | Marin Honda                             | Kaori Sakamoto                           |
| Coppie              | Ekaterina Alexandrovskaya / Harley Windsor | Aleksandra Bojkova / Dmitrij Kozlovskij | Yumeng Gao / Zhong Xie                   |
| Danza               | Rachel Parsons / Michael Parsons           | Alla Loboda / Pavel Drozd               | Christina Carreira / Anthony Ponomarenko |